# 二子玉川站
二子玉川站（日语：／ Futako-tamagawa eki */?）位於日本東京都世田谷區玉川二丁目，是東急電鐵的鐵路車站。周邊地域與二子玉川同樣，以當地居民為中心稱之為等。另外二子是神奈川縣川崎市高津區側的地名。

## 概要
此站有田園都市線與大井町線停靠，是大井町線的正式終點站，但田園都市線複複線化時大井町線列車改以溝之口站起訖，因此此站－溝之口站在旅客資訊上同時顯示兩路線。田園都市線的車站編號是DT07、大井町線是OM15。
本站是站長所在站，管理二子玉川管內本站與用賀站。

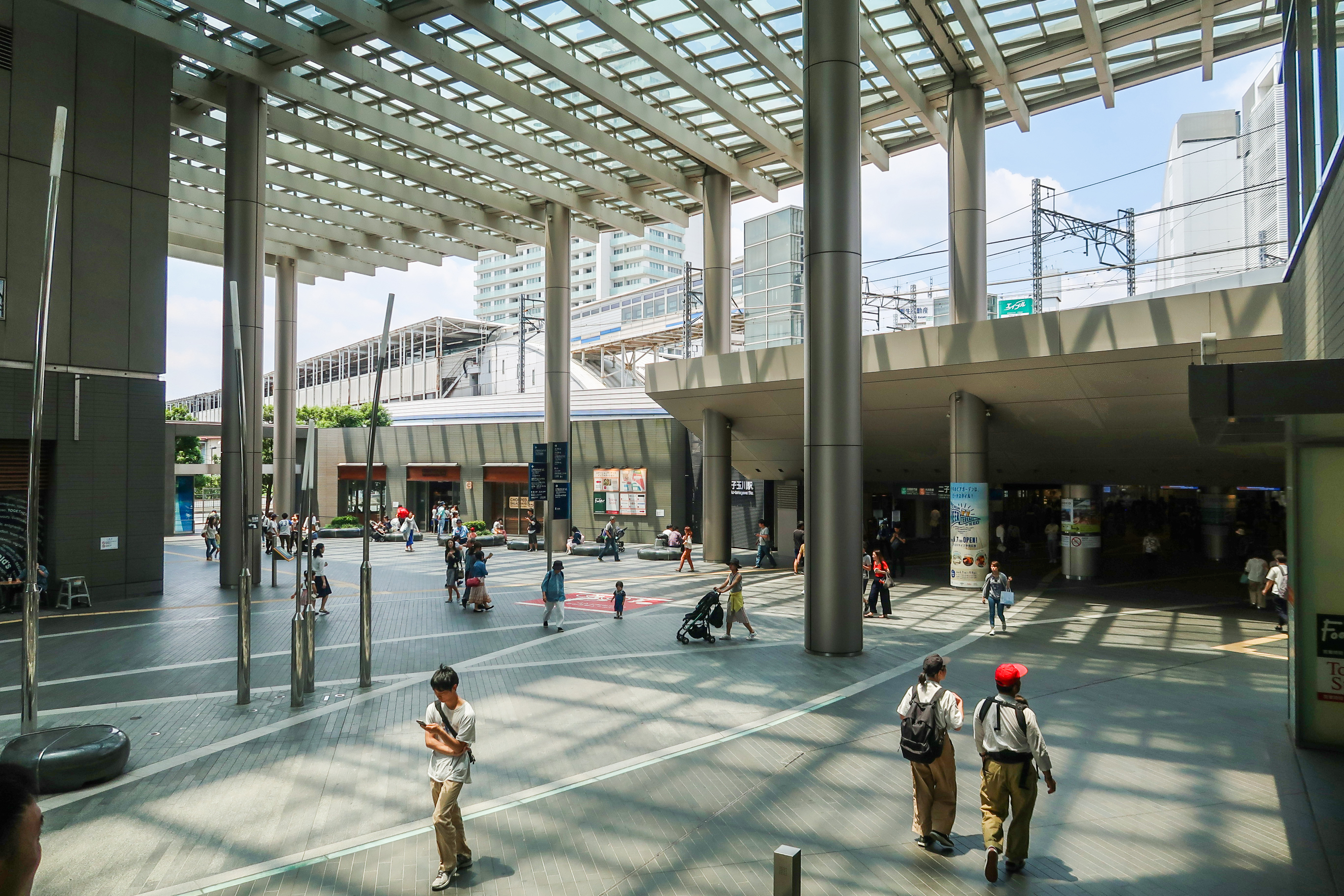
東口（2018年6月）
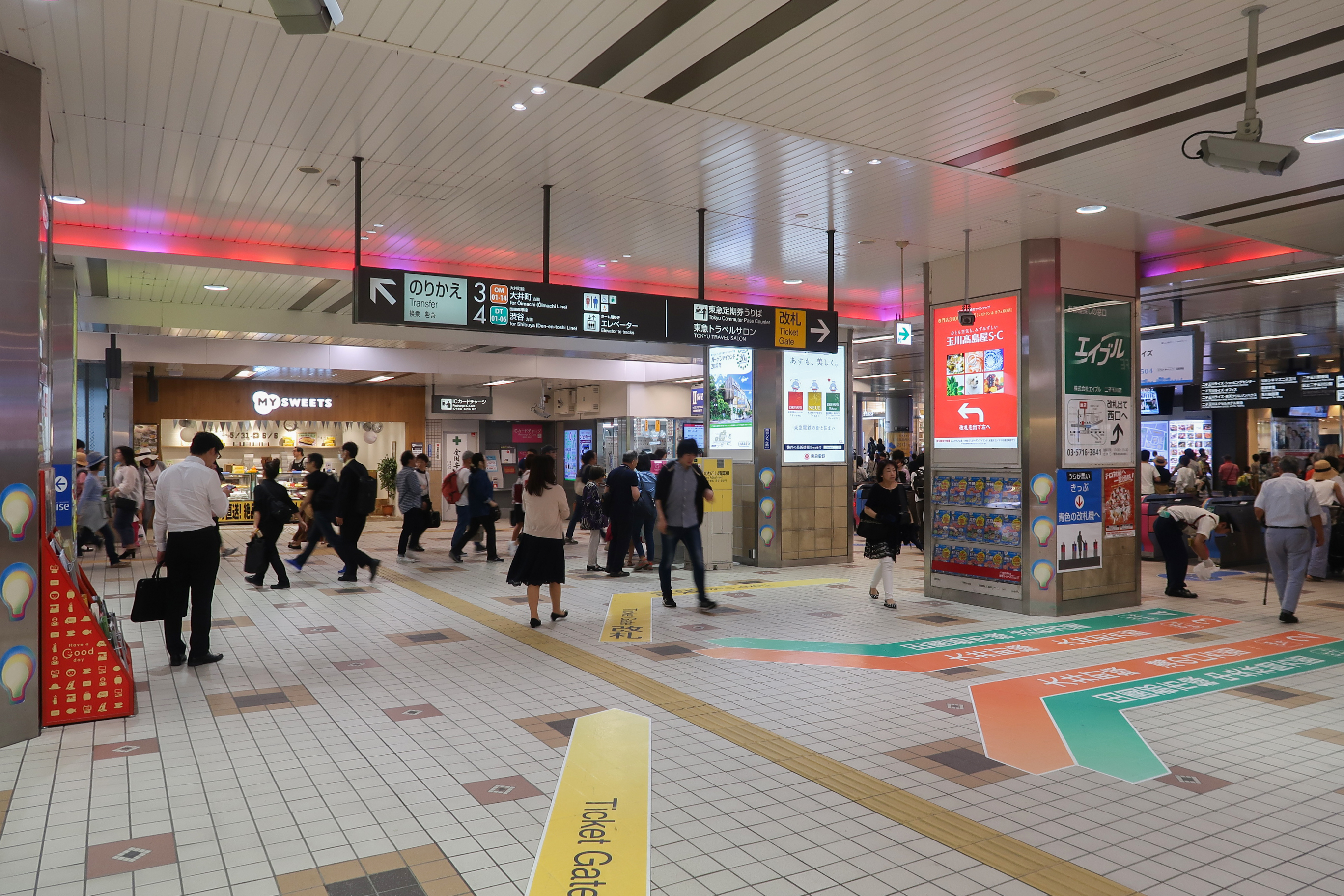
收費大堂（2018年6月）
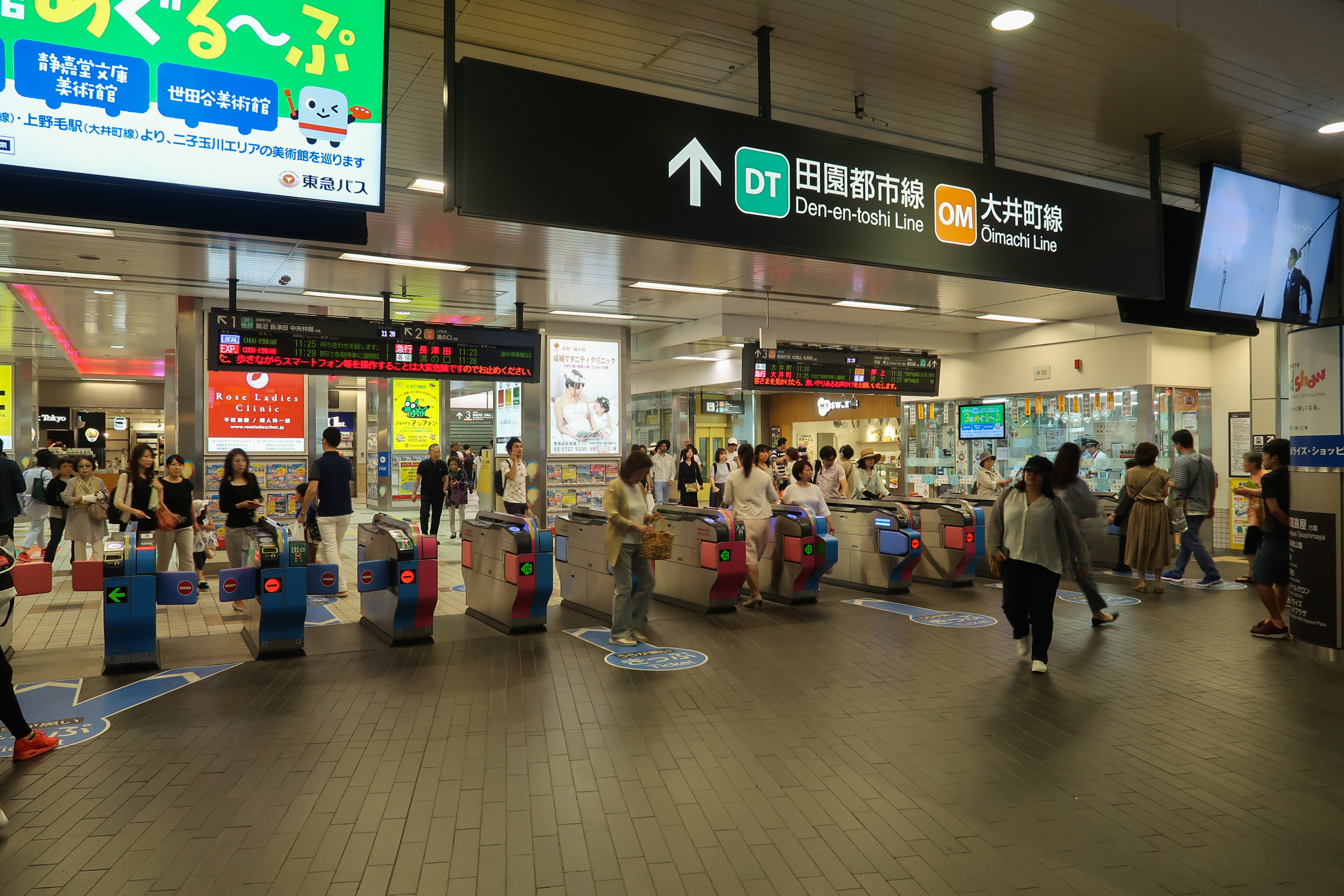
剪票口（2018年6月）
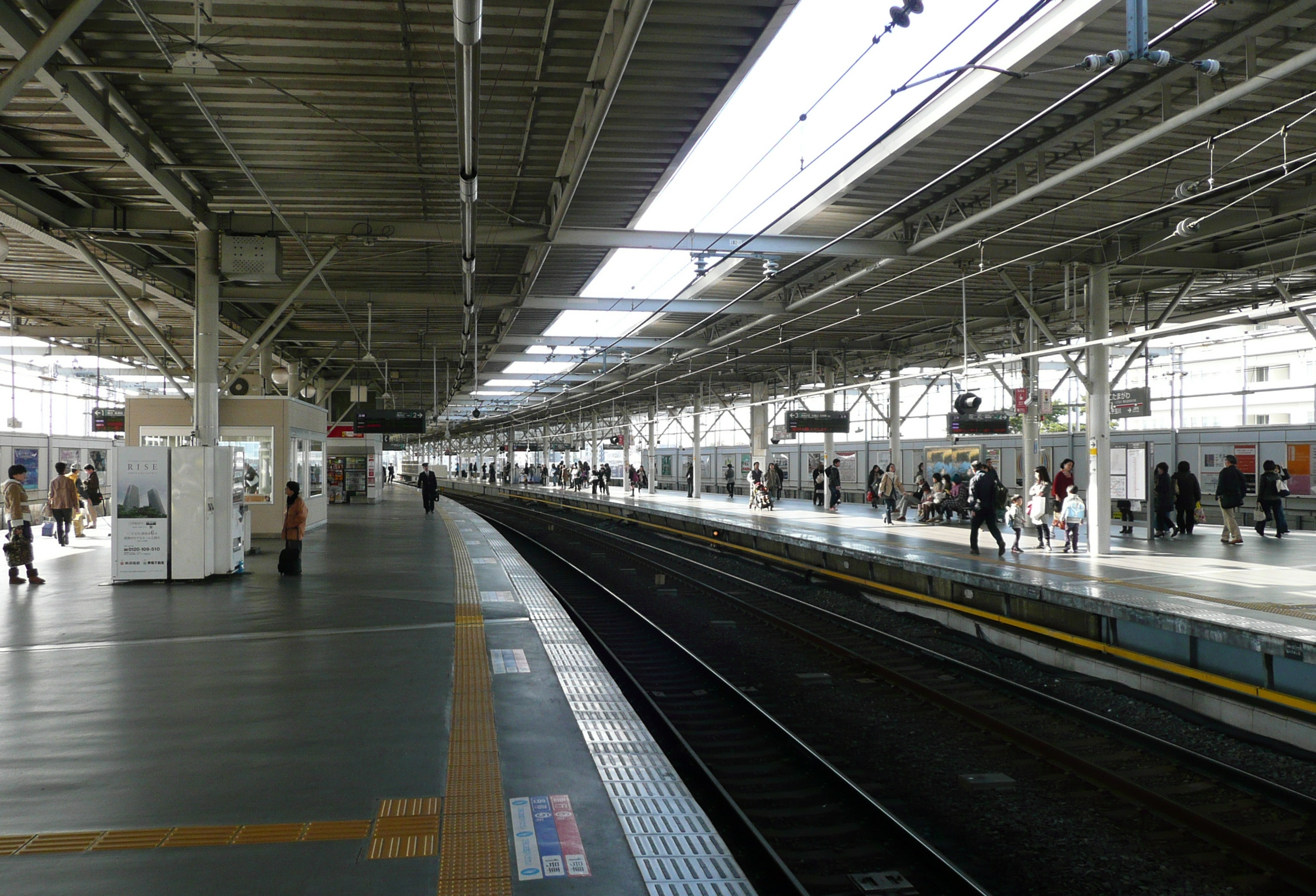
月台（2011年11月）
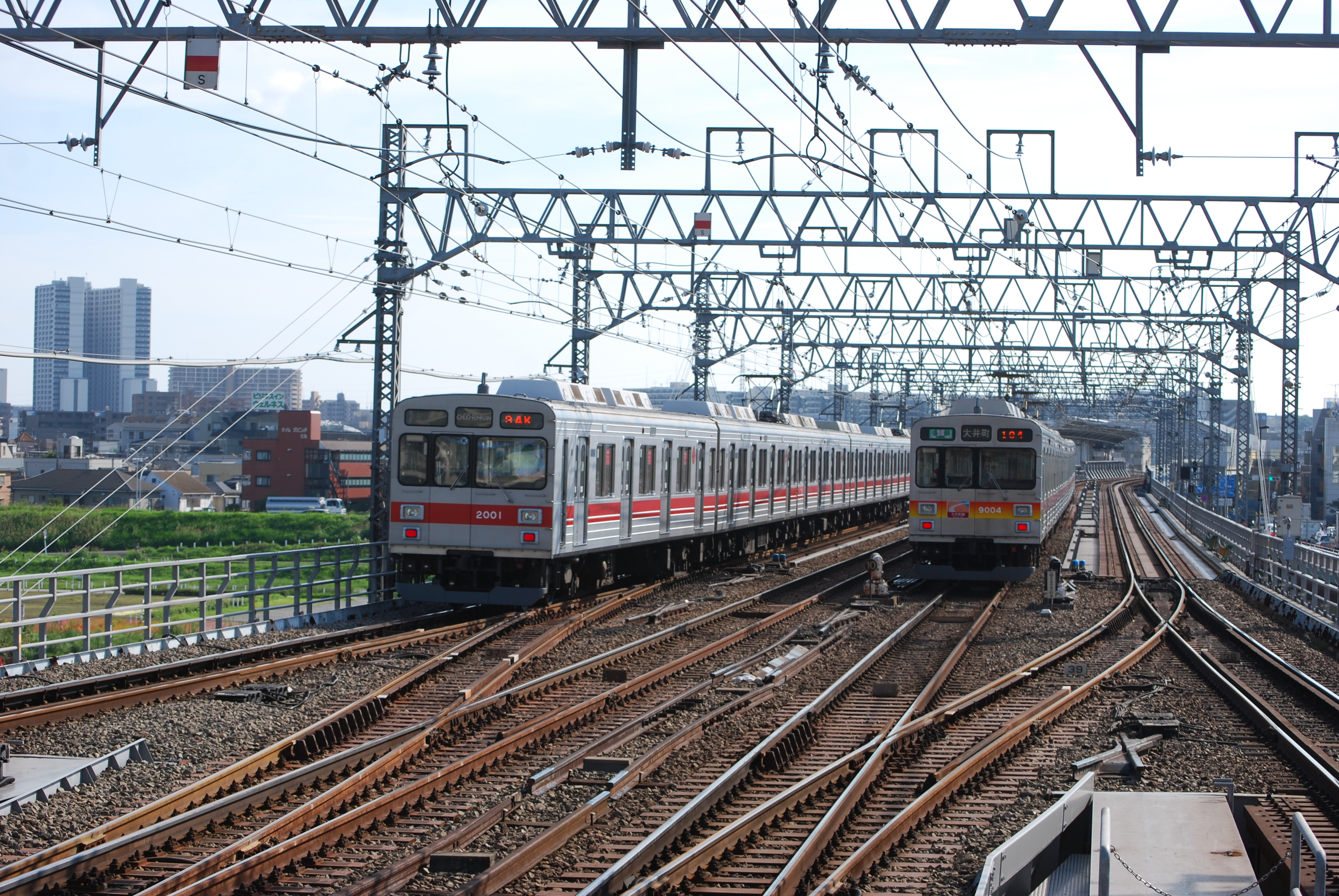
二子新地側。複複線延伸至溝之口站方向（2011年9月）

## 歷史

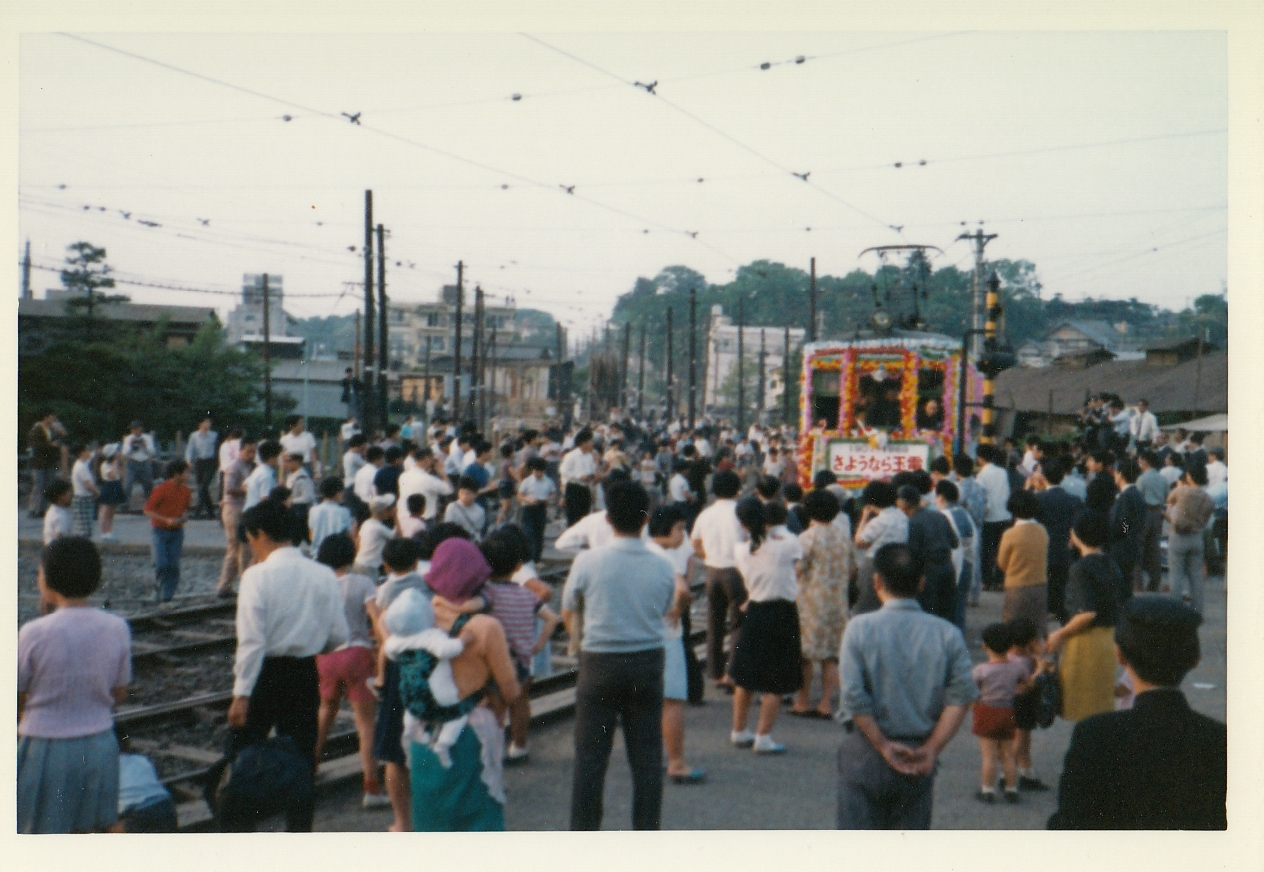
1969年二子玉川駅

本站一開始以玉川電氣鐵道玉川停車場開業。之後目黑蒲田電鐵大井町線延伸至此並在一旁設置二子玉川站。
玉川電氣鐵道與東京橫濱電鐵合併後，玉川第二遊園地（之後的二子玉川園）冠上讀賣新聞更名為「讀賣遊園」，玉川線車站站名也改為「讀賣遊園站」。接著東橫與目蒲合併後，屬同公司的兩站也統一站名為「二子讀賣園站」。隨著戰局惡化，遊園地關閉，本站更名為「二子玉川站」，戰後隨著遊園地重啟改為「二子玉川園站」。
長期為地面車站的二子玉川站隨著大井町線以田園都市線延伸至長津田站時，於1966年3月18日高架化。此時，站體大幅往多摩川方向移動，並暫時撤除田園都市線的橫渡線。另外，玉川線與砧線的月台仍留在原地（地面），維持至1969年5月10日廢線為止。1977年4月7日，新玉川線通至本站。
東急最初是計畫澀谷直通銀座線時於本站折返，因輸送量的關係，建設新玉川線同時將本站改建為高架車站，把容易折返的內側2、3號線給計劃中的銀座線→新玉川線，也就是現在的田園都市線使用，外側的1、4號線由現在的大井町線（1979年以前的田園都市線，也就是大井町 - 本站 - 薊野間的列車）使用。
新玉川線在與田園都市線完全直通運轉的1979年8月11日以前，新玉川線線路在本站的澀谷側設有上下線的Y字轉轍器，另有一個Y字轉轍器切換2、3號線。
1979年8月12日，田園都市線運行路線變更，長津田方向發出的田園都市線列車使用新玉川線停靠的內側2、3號線。此時撤除前述的Y字轉轍器。另一方面，本站 - 大井町間的線路名稱改回大井町線，上野毛站方向再次設置剪式橫渡線，列車藉此停靠外側的1號線與4號線。從此，兩線轉乘可不需經連絡通道轉乘，可稍微舒緩狹小擁擠的連絡通道。另外，大井町線在1990年至1999年，往「二子玉川園」的方向幕會以不同顏色代表停靠不同月台。停靠4號線使用黑色，停靠1號線使用綠色。
運行路線變更以後，不便狀態仍持續影響，因此本站藉著田園都市線複複線化工程（大井町線延伸溝之口），於1994年起實施車站改良工程，1999年起外側1、4號線由田園都市線使用，2、3號線由大井町線使用。
接著，2003年8月中旬至2004年8月下旬，本站進行2期的（1期：2003年8月中旬至2004年3月下旬，2期：2004年4月中旬至8月下旬）的電梯設置工程。1期建設連絡通路以及設置大廳與通道的連絡電梯，2期設置連絡通道與月台的連絡電梯。1期工程完工時連絡通道與月台間架有臨時斜坡作為無障礙設施。該斜坡在連絡通道與月台之間的連絡電梯完成後撤除。
2006年4月，下行月台的候車室完工。之後同年5月至9月下旬，月台西半部進行屋頂拓寬工程，減少雨天時吹入的雨水

### 年表
- 1907年（明治40年）4月1日：玉川電氣鐵道（之後的東急玉川線（日语：東急玉川線））通車，玉川站啟用[2]。
- 1924年（大正13年）3月1日：玉川電氣鐵道砧線通車[2]。
- 1927年（昭和2年）7月15日：玉川電氣鐵道溝之口線玉川站 - 溝之口站（現在的溝之口）區間通車。
- 1929年（昭和4年）11月1日：目黑蒲田電鐵二子玉川線（現在的大井町線）二子玉川站啟用[2]。
- 1939年（昭和14年）3月10日：玉川線玉川站更名為讀賣遊園站。
- 1940年（昭和15年）12月1日：大井町線、玉川線兩站整合更名為二子讀賣園站[2]。
- 1943年（昭和18年）7月1日：二子讀賣園站 - 溝之口站間軌道軌距從1,372mm改為1,067mm，開始與大井町方向直通運轉[2]。
- 1944年（昭和19年）10月20日：改稱二子玉川站[2]。
- 1954年（昭和29年）8月1日：改稱二子玉川園站[2]。
- 1963年（昭和38年）10月11日： 大井町線名稱改為田園都市線。
- 1966年（昭和41年）4月1日： 田園都市線溝之口～長津田間通車，鐵道專用的多摩川橋梁啟用，田園都市線車站改建為高架車站。
- 1969年（昭和44年）5月11日： 玉川線與砧線廢止。
- 1974年（昭和49年）6月：設置自動驗票閘門。
- 1977年（昭和52年）4月7日：新玉川線通車。
- 1979年（昭和54年）8月12日：田園都市線與新玉川線開始直通運轉，二子玉川園～大井町獨立為大井町線。
- 1985年（昭和60年）3月31日：二子玉川園閉園。但站名仍維持二子玉川園站。
- 1999年（平成11年）9月4日：新玉川線、大井町線上行線切換，內側2線改為大井町線[4]。
- 2000年（平成12年）8月6日：改稱二子玉川站[2]。田園都市線、新玉川線路線名稱統一為田園都市線。
- 2009年（平成21年）7月11日：大井町線延伸至溝之口站，本站成為大井町線的中途站。
- 2018年（平成30年）2月12日：1、4號線啟用月台門。

## 名稱由來
「二子玉川」的「玉川」是源自開業時的車站所在地荏原郡玉川村。「二子」是多摩川對岸的川崎市地名，在大井町線通車時由目黑蒲田電鐵加入站名。一開始玉川線與大井町線是屬於不同公司，目黑蒲田電鐵因本站是作為三業地二子地區最近站，將之命名為「二子玉川」。玉川電氣鐵道另有二子電車站（現在的二子新地站）。

## 結構
本站是島式月台2面4線高架車站。月台外側的1、4號線是田園都市線，內側的2、3號線是大井町線。月台中央往中央林間方向是位於多摩川以及野川的橋樑（東急田園都市線多摩川橋梁）上。
由於其特殊構造，相較於月台上行往澀谷、大井町方向有20公尺寬，月台中央往下行方向的月台寬度僅有5公尺左右。
過去上行列車月台在早晨尖峰時刻進行各站停車與急行的轉乘，加上大井町線始發列車的候車動線，人潮非常擁擠。
之後，2007年4月5日起，田園都市線準急開始運行，各站停車與急行不再轉乘，接著2009年7月11日，大井町線延伸溝之口站（田園都市線複複線化）完工，大井町線始發列車的轉乘移至溝之口站，成功緩解站內人潮。
階梯位於月台往上行方向尾端與月台中央。月台往上行方向尾端的階梯往下可至大廳與剪票口。上下兩月台中央的階梯通往各月台的聯絡通道，無法前往剪票口。
由於此出口構造，以及田園都市線往澀谷方向車輛的對面是編組較短的大井町線車輛，早晨尖峰時刻的上行列車靠澀谷方向的車廂非常擁擠（尤其是1 - 3號車）。
2014年4月，月台、大廳、廁所的照明設備改為LED，是東急第四座導入LED的車站。

### 月台配置
| 月台 | 路線       | 方向 | 目的地                                     |
| ---- | ---------- | ---- | ------------------------------------------ |
| 1    | 田園都市線 | 下行 | 鷺沼、長津田、中央林間方向                 |
| 2    | 大井町線   | 下行 | 溝之口方向                                 |
| 3    | 大井町線   | 上行 | 自由丘、大岡山、大井町方向                 |
| 4    | 田園都市線 | 上行 | 澀谷、 半藏門線 押上、 伊勢崎線 春日部方向 |

（來源：東急電鐵:車站構內圖（页面存档备份，存于））
- 3號線往澀谷方向、4號線往大井町方向設有橫渡線。橫渡線設於1999年，可切換3、 4號線往澀谷、大井町方向。
- 田園都市線的自動廣播為男聲，大井町線為女聲。另外，大井町線本站至溝之口使用與田園都市線一樣的廣播，大井町線其他各站使用與東橫線一樣的廣播。過去田園都市線的中間站中僅有本站的上行月台使用男聲，2009年6月15日起溝之口站也因線路切換變為男聲。同年7月11日起，大井町線列車入站時使用進站音樂。
- 2011年為了省電減少運行班次，午間時段恢復本站終停並在橋梁上折返的列車。

### 剪票口
檢票口位於上下兩月台往上行方向底端的階梯下。有人通道採用透明式通道。附近有多家商店。大廳上方使用人工地盤以因應將來的再開發。

### 無障礙設施
剪票口與聯絡階梯間設有電扶梯與電梯。另也設有多功能廁所與寬型自動驗票閘門。
由於月台下方是道路與堤防，電梯在構造上無法直通月台與大廳，因此要從月台前往大廳時，須先搭電扶梯至月台上層的連絡通道，再搭乘通到末端的電梯至大廳。
上下兩月台中央的連絡通道只有階梯。
廁所在1樓付費區內，靠近澀谷、大井町方向月台的階梯。

### 內部設備

#### 付費區內
- 商店
  - toks（日语：toks）：上行、下行月台
- 服務設施：
  - Book1st（日语：ブックファースト）
  - Soup Stock Tokyo（日语：スープストックトーキョー）
  - しぶそば
  - MY SWEETS

#### 付費區外
- 定期券售票處、東急Travel Salon
- 服務設施：
  - NICOTAMA DAYS CAFE二子玉川站前店
  - 肯德基二子玉川站前店
  - TSUTAYA二子玉川站前店
- 二子玉川乘務區、二子玉川保線區：高架下。

## 使用情況
- 東急電鐵 - （不包括東橫線、目黑線互相轉乘人數）[利用客数 1]
  - 田園都市線 - 2016年度1日平均上下車人次為100,875人。
田園都市線內27個車站當中排行第8位。
  - 田園都市線 - 2016年度1日平均上下車人次為59,683人。
大井町線內全部16個車站當中排行第2位。

### 各年度1日平均上下車人次
近年1日平均上下車人次如下表。
| 年度               |                    |            |          |                    |          |
| 年度               | 田園都市線         | 田園都市線 | 轉乘人次 | 大井町線           | 大井町線 |
| 年度               | 1日平均 上下車人次 | 增長率     | 轉乘人次 | 1日平均 上下車人次 | 增長率   |
| ------------------ | ------------------ | ---------- | -------- | ------------------ | -------- |
| 2003年（平成15年） | 59,747             | 4.8%       | 111,928  | 30,791             | 8.8%     |
| 2004年（平成16年） | 62,487             | 4.6%       | 123,568  | 32,296             | 4.9%     |
| 2005年（平成17年） | 66,059             | 5.7%       | 126,142  | 30,721             | -4.9%    |
| 2006年（平成18年） | 67,605             | 2.3%       | 130,748  | 30,789             | 0.2%     |
| 2007年（平成19年） | 69,303             | 2.5%       | 140,132  | 32,280             | 4.8%     |
| 2008年（平成20年） | 69,524             | 0.3%       | 135,266  | 33,537             | 3.9%     |
| 2009年（平成21年） | 66,356             | -4.6%      | 92,611   | 36,648             | 9.3%     |
| 2010年（平成22年） | 66,516             | 0.2%       | 78,472   | 38,097             | 4.0%     |
| 2011年（平成23年） | 77,422             | 16.4%      | 76,690   | 43,807             | 15.0%    |
| 2012年（平成24年） | 79,261             | 2.4%       | 79,317   | 44,650             | 1.9%     |
| 2013年（平成25年） | 79,383             | 0.2%       | 81,878   | 47,012             | 5.3%     |
| 2014年（平成26年） | 81,208             | 2.3%       | 81,333   | 47,938             | 2.0%     |
| 2015年（平成27年） | 95,671             | 17.8%      | 83,129   | 56,894             | 18.7%    |
| 2016年（平成28年） | 100,875            | 5.4%       |          | 59,683             | 4.9%     |

### 各年度1日平均上車人次（1994年－2000年）
近年1日平均上車人次如下表。
| 年度               | 大井町線 | 田園都市線 | 新玉川線 | 來源             |
| ------------------ | -------- | ---------- | -------- | ---------------- |
| 1994年（平成06年） | 13,463   | 13,704     | 16,057   | [ 東京都統計 1 ] |
| 1995年（平成07年） | 12,833   | 13,464     | 16,342   | [ 東京都統計 2 ] |
| 1996年（平成08年） | 12,633   | 13,074     | 16,000   | [ 東京都統計 3 ] |
| 1997年（平成09年） | 12,203   | 12,518     | 15,712   | [ 東京都統計 4 ] |
| 1998年（平成10年） | 12,526   | 12,068     | 16,126   | [ 東京都統計 5 ] |
| 1999年（平成11年） | 12,779   | 11,940     | 16,563   | [ 東京都統計 6 ] |
| 2000年（平成12年） | 12,882   | 28,789     | 28,789   |                  |

### 各年度1日平均上車人次（2001年以後）
| 年度               | 大井町線 | 田園都市線 | 來源              |
| ------------------ | -------- | ---------- | ----------------- |
| 2001年（平成13年） | 13,238   | 29,477     | [ 東京都統計 7 ]  |
| 2002年（平成14年） | 13,858   | 29,674     | [ 東京都統計 8 ]  |
| 2003年（平成15年） | 15,268   | 30,773     | [ 東京都統計 9 ]  |
| 2004年（平成16年） | 16,066   | 31,414     | [ 東京都統計 10 ] |
| 2005年（平成17年） | 15,408   | 33,406     | [ 東京都統計 11 ] |
| 2006年（平成18年） | 15,444   | 34,181     | [ 東京都統計 12 ] |
| 2007年（平成19年） | 16,057   | 34,951     | [ 東京都統計 13 ] |
| 2008年（平成20年） | 16,784   | 34,742     | [ 東京都統計 14 ] |
| 2009年（平成21年） | 18,438   | 33,088     | [ 東京都統計 15 ] |
| 2010年（平成22年） | 19,175   | 33,181     | [ 東京都統計 16 ] |
| 2011年（平成23年） | 21,887   | 38,568     | [ 東京都統計 17 ] |
| 2012年（平成24年） | 22,204   | 39,297     | [ 東京都統計 18 ] |
| 2013年（平成25年） | 23,534   | 39,465     | [ 東京都統計 19 ] |
| 2014年（平成26年） | 24,002   | 40,380     | [ 東京都統計 20 ] |
| 2015年（平成27年） | 28,465   | 47,712     | [ 東京都統計 21 ] |

備註

## 周邊

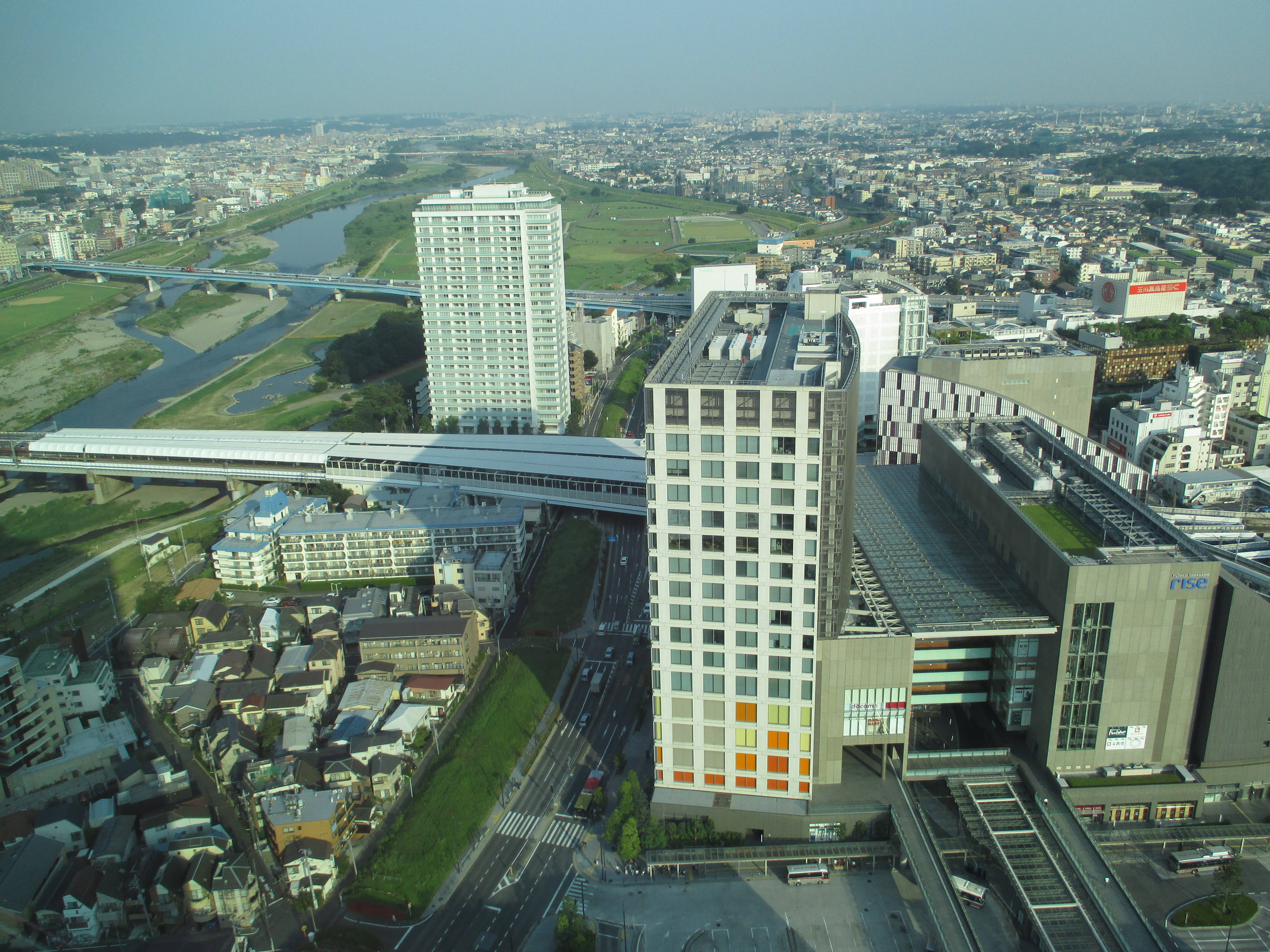
二子玉川RISE購物中心與二子玉川站。
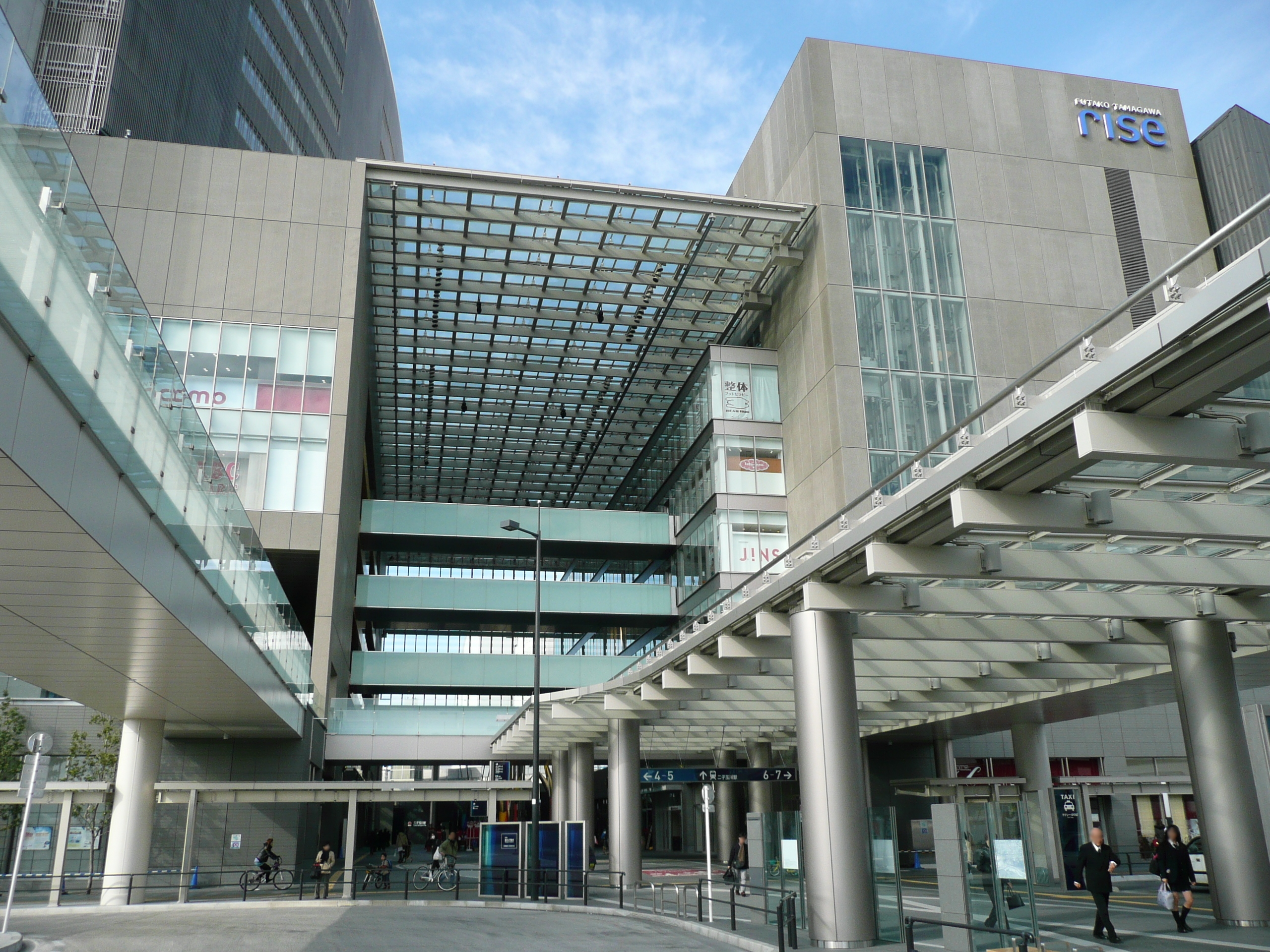
二子玉川RISE。中央下方為車站東口（2011年11月）
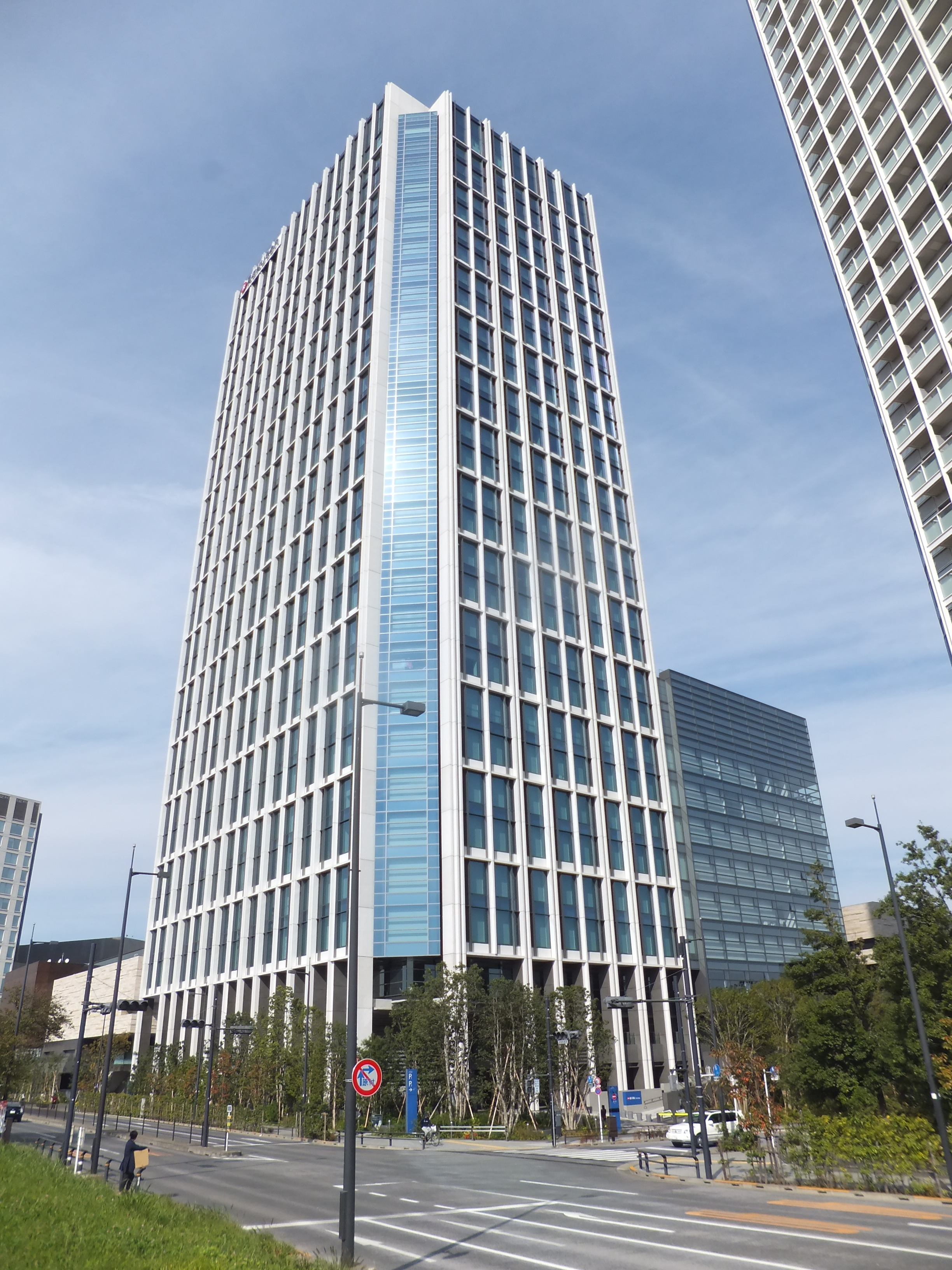
樂天Crimson House。樂天本社所在地。

車站周邊以住宅區為主，附近的瀨田與岡本等皆為寧靜的住宅區。另外也有高島屋等多家購物中心，加上多摩川的河川地，是東京近郊的行樂地，假日人潮眾多。在SUUMO「關東版最想居住的地區排名」中，2016年排名第10位，2018年名列第16位。
1969年玉川高島屋進駐車站西口側的購物中心。玉川通沿線與高島屋周邊聚集許多服飾、雜貨、餐飲等商店。玉川高島屋西側至新二子橋之間是以京都的小路為靈感所開發的美食街「柳小路」。
車站東側在戰前有玉川電氣鐵道與東京橫濱電鐵（之後兩者合併為東京急行電鐵）開設的玉川第二遊園地與玉川游泳池。玉川第二遊園地之後改名為二子玉川園。該地曾有電影院「二子東急」。1985年二子玉川園閉園後，舊址改建為運動設施以及NAMCO WonderEggs、いぬたま・ねこたま等主題公園。
車站東口周邊與二子玉川園舊址在二子玉川園閉園後開始規劃大規模再開發計畫。
2005年，取得執照後開進行再開發，全域總稱為「二子玉川RISE」。
2010年4月，商業設施「二子玉川RISE BIRDS MALL」、「二子玉川RISE OAK MALL」先行開幕。
2010年5月，高層住宅「二子玉川RISE TOWER&RESIDENCE」開放入住
2011年3月，商業設施「Dogwood Plaza」、「二子玉川RISE SHOPPING CENTER」、及辦公大樓「二子玉川RISE OFFICE」開幕。車站剪票口前高架下的商業設施「二子玉川RISE STATION MALL」也同時開幕。
2015年6月，「二子玉川RISE OFFICE」、「東急二子玉川卓越大飯店」、「二子玉川RISE樂天Crimson House」、「二子玉川蔦屋家電」、「109 CINEMAS二子玉川」、「iTSCOM SPOT & STUDIO」等開幕。從此，二子玉川再開發全部開幕。
車站南方是廣大的多摩川河川地，有兵庫島公園等自然環境。河川地在每年8月第3個週六會舉行世田谷區多摩川花火大會（與對岸的川崎市制紀念多摩川花火大會共同舉行），包含車站在內的周邊地區會湧入大量人潮。河川地在週末也可見許多來運動、烤肉、高爾夫等的民眾。另外，電視廣告與電視劇也常來此地河堤取景。

### 西口
- 玉川高島屋購物中心
- 世田谷區役所（日语：世田谷区役所）用賀出差所二子玉川分室
- 二子玉川郵局
- 世田谷鎌田郵局
- 多摩川河川地
- 二子橋（日语：二子橋）
- 兵庫島公園（日语：兵庫島公園）：位於河川地。
- 柳小路：商業店鋪群
- PROUD TOWER二子玉川：二子玉川第一座塔式公寓。地上27層，高93公尺。
- 國道246號
- 砧下浄水所（日语：砧下淨水所）
- 東京都市大學二子幼稚園（日语：東京都市大学二子幼稚園）
- 玉川醫院（日语：玉川病院）
- 岡本公園民家園
- 聖道明學園（日语：学校法人聖ドミニコ学園）
- 東京都立世田谷綜合高等學校（日语：東京都立世田谷総合高等学校）
- 駒澤大學玉川校區
- uport世田谷休閒中心（日语：ゆうぽうと世田谷レクセンター）
- 多摩川二子橋公園
- 小山駕駛學校二子玉川校
- 三菱UFJ銀行玉川分行、二子玉川分行

### 東口
- 二子玉川RISE（日语：二子玉川ライズ）
  - 二子玉川RISE SHOPPING CENTER
  - 二子玉川RISE Dogwood Plaza
  - 二子玉川RISE OAK MALL
  - 二子玉川RISE BIRDS MALL
  - 二子玉川RISE PLAZA MALL
  - 二子玉川RISE OFFICE
  - 二子玉川RISE TOWER&RESIDENCE
  - 二子玉川公園
- 玉川稅務署
- 多摩川河川地
- 駒澤通（日语：東京都道416号古川橋二子玉川線）
- 樂天本社、樂天集團

## 可供轉乘的巴士路線
東口的巴士總站（二子玉川站巴士站）可搭乘東急巴士與小田急巴士共七條一般路線巴士，以及東急TRANSSES與京濱急行巴士運行的1條往羽田機場接駁巴士、東急巴士與東京空港交通的1條往成田機場接駁巴士。巴士總站分為兩處，分別為1 - 5號乘車處以及6、7號乘車處。在多摩川花火大會舉行時，本站周邊道路進行管制，二子玉川站巴士圓環與二子玉川巴士站等車站周邊無法搭乘巴士，站前圓環改做為臨時售票處與等候處。
| 乘車處             | 系統                  | 主要行經地                                               | 目的地                         | 運行公司                          |
| ------------------ | --------------------- | -------------------------------------------------------- | ------------------------------ | --------------------------------- |
| 1號                | 向02                  | 久地站前                                                 | 向丘遊園車站南口               | ■東急                             |
| 1號                | 向02                  | 新二子橋、梅林                                           | 新平瀨橋                       | ■東急                             |
| 1號                | 澀12                  | 深澤八丁目、駒澤、三軒茶屋                               | 澀谷車站                       | ■東急                             |
| 1號                |                       | 瀨田                                                     | 瀨田營業所                     | ■東急                             |
| 2號                | 玉06                  | 吉澤                                                     | 砧本村                         | ■東急                             |
| 2號                | 玉05                  | 吉澤                                                     | 【循環】宇奈根一丁目           | ■東急                             |
| 2號                | 玉04                  | 宇奈根一丁目                                             | 【循環】喜多見公園             | ■東急                             |
| 2號                |                       | 高津營業所                                               |                                | ■東急                             |
| 3號                | 玉31                  | 吉澤、玉川醫院                                           | 成育醫療研究中心               | ■東急                             |
| 3號                | 玉32                  | 吉澤、玉川醫院、成育醫療研究中心                         | 美術館（僅假日）               | ■東急                             |
| 3號                | 玉08                  | 吉澤、砧中學校下、狛江站北口                             | 調布站南口                     | ■小田急                           |
| 4號                | 玉07                  | 吉澤、鎌田、砧中學校下                                   | 成城學園前站西口               | ■東急 ■小田急                     |
| 4號                | 玉35 世田谷3館megloop | 靜嘉堂文庫美術館                                         | 美術館（僅周六日）             | ■東急                             |
| 5號                | 機場                  | 直達                                                     | 羽田機場                       | ■東急TRANSSES ■京急               |
| 5號                | 機場                  | 東急澀谷卓越大飯店 東急澀谷藍塔大飯店 （僅乘往成田機場） | 成田機場                       | ■東急 ■東京空港交通               |
| 5號                | 高速                  | 富士急高原樂園 富士山站                                  | 河口湖站                       | ■東急TRANSSES ■京王 ■FUJI EXPRESS |
| 5號                | 玉35 世田谷3館megloop |                                                          | 上野毛站（僅周六日）           | ■東急                             |
| 6號                | 黑02                  | 等等力七丁目、都立大學站北口                             | 目黑站前                       | ■東急                             |
| 7號                | 玉11                  | 野毛櫻堤、玉堤一丁目                                     | 多摩川站、小杉站東口(只限假日) | ■東急                             |
| 7號                | 玉21                  | 上野毛站、日本體育大學前                                 | 東京醫療中心（僅周六日）       | ■東急                             |
| 7號                |                       | 上野毛站                                                 | 瀨田營業所                     | ■東急                             |
| 樂天 Crimson house | Pirates號             | 新居濱 今治國際飯店                                      | 今治棧橋                       | ■東急TRANSSES ■瀨戶內運輸         |
| 樂天 Crimson house | 機場                  | 直達                                                     | 羽田機場                       | ■東急TRANSSES ■京急               |
| 樂天 Crimson house | 機場                  |                                                          | 成田機場                       | ■東急 ■東京空港交通               |
| 樂天 Crimson house | 高速                  | 新島島轉運站、安曇支所前、大正池                         | 上高地轉運站                   | ■東急TRANSSES ■京王 □ALPICO       |

另外，西口還有「二子玉川」巴士站（往二子玉川站、高津營業所方向）。澀12系統從澀谷站往高津營業所的巴士不停二子玉川站，因此要轉乘二子玉川站時須在二子玉川巴士站下車。另外，早晨尖峰時刻來自吉澤方向發車的路線會經由本巴士站前往巴士總站，在本站下車可以較早轉乘。
6、7號乘車處是在以前二子玉川園的正門前，2000年8月5日以前稱為「二子玉川園前」巴士站。二子玉川園閉園後仍保留原名至車站改名為「二子玉川站」為止。

## 相鄰車站
東急電鐵
 田園都市線
■急行
三軒茶屋（DT03）－二子玉川（DT07）－溝之口（DT10）
■準急（用賀方向自此站起各站停車）
用賀（DT06）－二子玉川（DT07）－溝之口（DT10）
■各站停車
用賀（DT06）－二子玉川（DT07）－二子新地（DT08）
 大井町線
■急行
自由丘（OM10）－二子玉川（OM15）－溝之口（OM16）
□各站停車（通過二子新地、高津）
上野毛（OM14）－二子玉川（OM15）－溝之口（OM16）
■各站停車（停二子新地、高津）
上野毛（OM14）－二子玉川（OM15）－二子新地（DT08）

## 外部連結
- 二子玉川（各站資訊） - 東急電鐵（日語）